# Eustache Jean-Marie D'Aoust
Pour les articles homonymes, voir D'Aoust.
Le marquis Eustache Jean-Marie D'Aoust, né le 23 mars 1741 à Douai -  mort le 17 février 1805, à Cuincy (Nord), est un homme politique français, qui exerce son activité pendant la Révolution. Il est membre de l'Assemblée nationale constituante de 1789-1791 et député du Nord à la Convention nationale.
Il est le père d'Eustache Charles Joseph d'Aoust général de la Révolution française, né le 27 février 1763 à Douai et mort guillotiné le 2 juillet 1794 à Paris.

## Biographie
Il sert d'abord dans l'armée comme officier et mécontent de certains passe droits ; il démissionna pour se retirer dans ses terres.
Le 4 avril 1789, la noblesse du Bailliage de Douai l'envoie aux États généraux. Il y appuie avec empressement la réunion des trois ordres.
En 1791, il n'est pas réélu comme député à l'assemblée législative. Il est nommé par les électeurs, administrateur du district de Douai.
Du 7 septembre 1792 au 26 octobre 1795, le département du Nord l'élit à la Convention dans les rangs de la gauche.
Le 15 janvier 1793, au procès du roi Louis XVI, il vote pour la culpabilité du roi, contre la ratification du jugement du peuple, pour la peine de mort et contre le sursis. Il vote en employant ces termes "La mort de Louis ou de la République. Louis a trop vécu. Sa mort est une justice".
En 1793, la société des Jacobins prononce son exclusion comme noble.
Sous le Directoire, il devient président du district de Douai.
En 1799, le Consulat le nomme maire de Cuincy et conseiller d'arrondissement de l'arrondissement de Douai.